# غارة تدمر الجوية 2024
في 20 نوفمبر 2024، نفذت القوات الجوية الإسرائيلية غارة جوية على مبانٍ سكنية ومنطقة صناعية في تدمر وسط سوريا. وفقًا لالمرصد السوري لحقوق الإنسان، أسفرت الغارات عن مقتل ما لا يقل عن 108 أشخاص، من بينهم 73 من الميليشيات السورية المدعومة من إيران، و29 من الميليشيات الأجنبية المدعومة من إيران، معظمهم من أعضاء حركة حزب الله النجباء العراقية، بالإضافة إلى 15 مقاتلًا من حزب الله. كما أسفرت الغارات عن إصابة أكثر من 50 شخصًا.

## الخلفية
منذ بداية الحرب الأهلية السورية عام 2011، شنت إسرائيل مئات الغارات الجوية في سوريا، مستهدفةً الجيش السوري والجماعات المدعومة من إيران داخل البلاد. ومنذ اندلاع الحرب بين إسرائيل وحماس في 7 أكتوبر 2023، كثّفت إسرائيل غاراتها الجوية على سوريا مع تصاعد التوترات مع حزب الله.

## الغارات الجوية
أفادت وزارة الدفاع السورية أن الغارات الجوية، التي وقعت في الساعة 1:30 ظهرًا يوم 20 نوفمبر 2024، أُطلقت من اتجاه القاعدة العسكرية الأمريكية في التنف وألحقت "أضرارًا مادية كبيرة". كما أفاد المرصد السوري لحقوق الإنسان أن الغارات استهدفت "مستودع أسلحة بالقرب من المنطقة الصناعية" في تدمر. وأكد نائب المبعوث الخاص للأمم المتحدة إلى سوريا لمجلس الأمن الدولي أن الهجوم كان "على الأرجح أكثر الغارات الإسرائيلية دموية في سوريا حتى الآن".
في البداية، أفادت وسائل الإعلام السورية الرسمية بأن الهجمات أسفرت عن مقتل 36 شخصًا وإصابة ما لا يقل عن 50 آخرين، نتيجة الغارات على المباني السكنية والمنطقة الصناعية في تدمر. لكن المرصد السوري لحقوق الإنسان، الذي يتخذ من المملكة المتحدة مقرًا له، أبلغ عن مقتل أكثر من 108 أشخاص في الغارات الجوية. ومن بين القتلى 73 من الميليشيات السورية المدعومة من إيران، بينهم 11 ضابطًا يعملون لحساب حزب الله في لبنان، و29 من الميليشيات الأجنبية المدعومة من إيران، ومعظمهم من المقاتلين العراقيين في حركة حزب الله النجباء. رفض جيش الدفاع الإسرائيلي التعليق على الغارة الجوية.